# Pseudoeucanthus australiensis
Pseudoeucanthus australiensis is een eenoogkreeftjessoort uit de familie van de Bomolochidae. De wetenschappelijke naam van de soort is voor het eerst geldig gepubliceerd in 1983 door Roubal, Armitage & Rhode.